# Francisco-Javier Lozano Sebastián
Francisco-Javier Lozano Sebastián (n. Villaverde de Íscar, Segovia, Castilla y León, España, 28 de noviembre de 1943) es un arzobispo católico y diplomático español.

## Biografía

### Formación
Nacido en el municipio segoviano de Villaverde de Íscar, el día 28 de noviembre de 1943. Al descubrir su vocación sacerdotal entró en el seminario. 

### Sacerdocio
El 19 de marzo de 1968 fue ordenado sacerdote por el cardenal y prefecto italiano Antonio Samoré. Tras su ordenación fue incardinado en la archidiócesis de Sevilla.
En 1970 se trasladó a Italia, donde comenzó a preparar su carrera diplomática en la Academia Pontificia Eclesiástica de Roma y al terminar su formación superior, entró directamente al Servicio Diplomático de la Santa Sede.

### Episcopado
El 9 de julio de 1994 fue nombrado por el papa Juan Pablo II arzobispo titular de la diócesis de Penafiel y Nuncio Apostólico en Tanzania. Recibió la consagración episcopal el 25 de julio del mismo año, de manos del cardenal Angelo Sodano y de sus co-consagrantes, el obispo Josip Uhač y del también cardenal y arzobispo Carlos Amigo Vallejo.
El 20 de marzo de 1999 fue trasladado a la nunciatura de la República Democrática del Congo y en 2001 regresó a la Ciudad del Vaticano, donde fue miembro de la Secretaria de Estado de la Santa Sede.
El 4 de agosto de 2003 volvió al servicio diplomático, al haber sido nombrado nuncio apostólico en Croacia y el 10 de diciembre de 2007 fue promovido por el papa Benedicto XVI como nuncio en Rumanía y Moldavia, hasta que, en diciembre de 2015, al terminar su mandato por jubilación, fue sucedido por Miguel Maury Buendía.

## Publicaciones
- Divorcio y nuevo matrimonio, Editorial Verbo Divino, Estella (Navarra) 1971.
- San Isidoro de Sevilla. Teología del pecado y la conversión. Burgos [Facultad Teológica del Norte de España] 1976.
- La penitencia canónica en la España romano visigoda, Burgos [Facultad Teológica del Norte de España] 1980.
- San Isidoro y la filosofía clásica, Isidoriana Editorial, León, 1982.
- María en el misterio de Cristo y de la Iglesia, Guatemala 1983.